# Pertti Teurajärvi
Pertti Benjamin Teurajärvi (* 20. Februar 1951 in Kolari) ist ein ehemaliger finnischer Skilangläufer, der in den 1970er und frühen 1980er Jahren startete.
Sein bedeutendster Erfolg ist der Gewinn der Goldmedaille mit der finnischen 4 × 10-km-Staffel bei den Olympischen Winterspielen 1976. Darüber hinaus gewann er zwei weitere Staffelmedaillen, Silber bei den Weltmeisterschaften 1978 und Bronze bei den Olympischen Winterspielen 1980. Teurajärvis bestes olympisches Einzelergebnis war der 14. Platz im 15-Kilometer-Rennen 1976. Das beste Einzelergebnis überhaupt erzielte er 1982 beim 15-km-Weltcuprennen in Reit im Winkl.
Sein Onkel Eero Mäntyranta war ebenfalls Skilangläufer.

## Erfolge
- Olympische Winterspiele 1976 in Innsbruck: Gold mit der Staffel
- Olympische Winterspiele 1980 in Lake Placid: Bronze mit der Staffel
- Nordische Skiweltmeisterschaften 1978 in Lahti: Silber mit der Staffel